# Verzetsmonument (Haarlem)

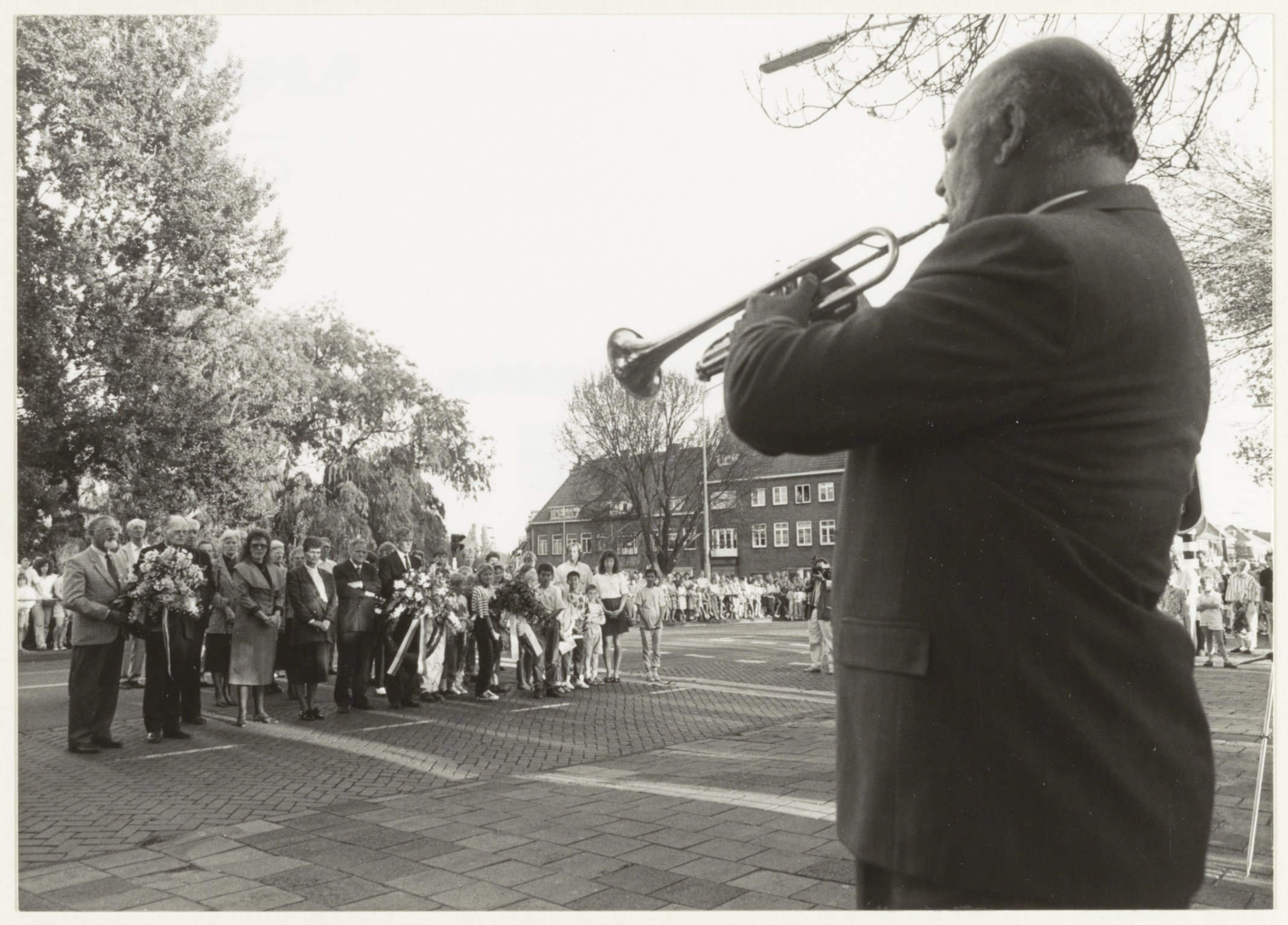
Dodenherdenking in 1990 bij het monument

Het Verzetsmonument in Haarlem is een oorlogsmonument bij de Jan Gijzenbrug in Haarlem ter nagedachtenis aan de omgekomen slachtoffers van het verzet in de Tweede Wereldoorlog.
Het monument is ontworpen door Theo van Reijn en onthuld in 1950. Het toont een treurend ouderpaar met een krans in de hand. Het monument bevindt zich op de plek waar in de Tweede Wereldoorlog ter represaille acht verzetsmensen geëxecuteerd werden. Het monument is geplaatst net ten zuidwesten van de brug aan het Jan Gijzenpad. De executieplek was ten zuiden van de brug, aan de andere kant van de Rijksstraatweg. De namen van de gefusilleerden staan op de linker en rechterzijde van de sokkel.
Bij de brug waar zich een Duitse wegversperring bevond werd ook de verzetsstrijdster Hannie Schaft op 21 maart 1945 gearresteerd. Zij werd in april 1945 in de duinen geëxecuteerd. 